# Porsche Tennis Grand Prix 2013
Porsche Tennis Grand Prix 2013 — тенісний турнір, що проходив на закритих кортах з ґрунтовим покриттям. Це був 36-й турнір Porsche Tennis Grand Prix. Належав до категорії Premier в рамках Туру WTA 2013. Відбувся на Porsche Arena в Штутгарті (Німеччина) з 22 до 28 квітня 2013 року.

## Учасниці основної сітки в одиночному розряді

### Сіяні
| Країна    | Гравчиня         | Рейтинг1 | Сіяна |
| --------- | ---------------- | -------- | ----- |
| Росія     | Марія Шарапова   | 2        | 1     |
| КНР       | Лі На            | 5        | 2     |
| Німеччина | Анджелік Кербер  | 6        | 3     |
| Італія    | Сара Еррані      | 7        | 4     |
| Чехія     | Петра Квітова    | 8        | 5     |
| Австралія | Саманта Стосур   | 9        | 6     |
| Данія     | Каролін Возняцкі | 10       | 7     |
| Росія     | Надія Петрова    | 11       | 8     |

- 1 Рейтинг подано станом на 15 квітня 2013.

### Інші учасниці
Нижче наведено учасниць, які отримали вайлдкард на участь в основній сітці:
- Анніка Бек
- Андреа Петкович

Нижче наведено гравчинь, які пробились в основну сітку через стадію кваліфікації:
- Настасья Барнетт
- Міряна Лучич-Бароні
- Бетані Маттек-Сендс
- Діна Пфіценмаєр

### Знялись з турніру
- Таміра Пашек
- Клара Закопалова

### Завершили кар'єру
- Кірстен Фліпкенс (хворобу шлунково-кишкового тракту)

## Учасниці основної сітки в парному розряді

### Сіяні
| Країна | Гравчиня          | Країна   | Гравчиня           | Рейтинг1 | Сіяна |
| ------ | ----------------- | -------- | ------------------ | -------- | ----- |
| Італія | Сара Еррані       | Італія   | Роберта Вінчі      | 3        | 1     |
| Росія  | Надія Петрова     | Словенія | Катарина Среботнік | 11       | 2     |
| Росія  | Катерина Макарова | Росія    | Олена Весніна      | 13       | 3     |
| США    | Ракель Копс-Джонс | США      | Абігейл Спірс      | 29       | 4     |

- Рейтинг подано станом на 15 квітня 2013.

### Інші учасниці
Нижче наведено пари, які отримали вайлдкард на участь в основній сітці:
- Мона Бартель /  Сабіне Лісіцкі
- Єлена Янкович /  Міряна Лучич-Бароні
- Анджелік Кербер /  Андреа Петкович

Наведені нижче пари отримали місце як заміна:
- Джилл Крейбас /  Меган Мултон-Леві

### Знялись з турніру
До початку турніру
- Роберта Вінчі (травма плеча)

## Переможниці

### Одиночний розряд
- Марія Шарапова —  Лі На 6–4, 6–3

Для Шарапової це був 2-й титул за сезон і 29-й — за кар'єру.

### Парний розряд
- Мона Бартель /  Сабіне Лісіцкі —  Бетані Маттек-Сендс /  Саня Мірза, 6–4, 7–5